# $ (album)
| Recensione   | Giudizio |
| ------------ | -------- |
| Pitchfork    | [ 1 ]    |
| Now Magazine | [ 2 ]    |
| KLYAM        | [ 3 ]    |

$ è il secondo album in studio da solista del musicista canadese garage rock/doo-wop Mark Sultan. L'album fu registrato nel 2009 e fu pubblicato il 13 aprile 2010.

## Tracce
Testi e musiche di Mark Sultan.
1. Icicles – 6:30
2. Don't Look Back – 2:31
3. Ten of Hearts – 5:03
4. Status – 3:12
5. I Get Nothin From My Girl – 2:44
6. Go Berserk – 3:14
7. I Am The End – 4:29
8. Misery's Upon Us – 2:57
9. I'll Be Loving You – 3:13
10. Waiting For Me – 2:31
11. Just To Hold You – 3:07
12. Catastrophe – 2:46
13. Nobody But You – 6:33

Durata totale: 48:50